# Герб Південно-Африканської Республіки
Державний герб ПАР був прийнятий в День Свободи 27 квітня 2000 замість попереднього герба, режима апартеїду, що використовувався з 1910 із внесенням змін у 1932 році. Девіз ǃke e: ǀxarra ǁke перекладається з мови коса як Єдність різних людей. Дизайнером гербу був Яан Беккер.
На новому гербі зображений птах-секретар — національний птах ПАР.

## Історія
Процес проектування сучасного був започаткований у 1999 році. Департамент мистецтв, культури, науки та технологій звернувся до громадськості з пропозицією щодо ідей нового герба. На основі отриманих ідей було підготовлено брифінг. Потім урядова комунікаційна та інформаційна система звернулася до організації Дизайнерів Південної Африки, щоб проінформувати десять найкращих дизайнерів. Для представлення своїх концепцій Кабміну було обрано три дизайнери. Серед трьох переміг Іаан Беккер.
Новий герб був представлений в День свободи, 27 квітня 2000 р. Зміна відображала мету уряду підкреслити демократичні зміни в Південній Африці та нове почуття патріотизму.
Герб - це ряд елементів, організованих у чітко виражені симетричні яйцеподібні або овальні форми, розміщені один на одному. Завершена структура герба поєднує нижню та вищу овальні форми у символі нескінченності. Шлях, який з'єднує нижній край сувої, через лінії бивнів, з горизонтом зверху і сонцем, що сходить угорі, утворює форму космічного яйця, з якого піднімається птах-секретар. У символічному сенсі це мається на увазі відродження духу великої та героїчної нації Південної Африки.
Герб також є центральною частиною печатки Республіки, яка традиційно вважається найвищою емблемою держави. Абсолютна влада надається кожному документу з відбитком печатки Республіки, оскільки це означає, що він затверджений Президентом Південної Африки. Однак, починаючи з 1997 року, використання Печати Республіки фактично не вимагається Конституцією, але вона продовжує застосовуватися.

### Бурські республіки

Герб Трансваалю
Герб Оранжевої республіки
Герб Стеллаленду
Герб Нійове
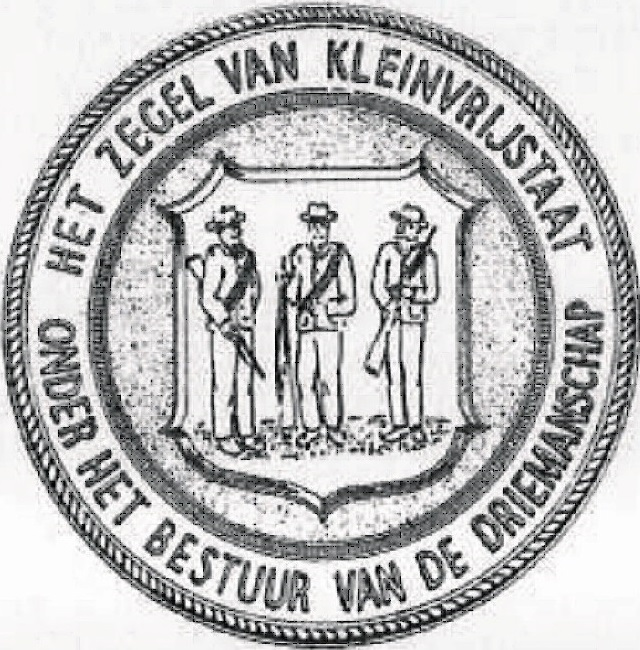
Герб Клейн Врейстату

### Колонії

Бейдж Трансваалю
Герб колонії Оранжевої річки
Герб Наталю
Герб Капської колонії

### Бантустани

Герб Бопутатсвани
Герб Кіскею
Герб Газанкулу
Герб Кангване
Герб Квандебеле
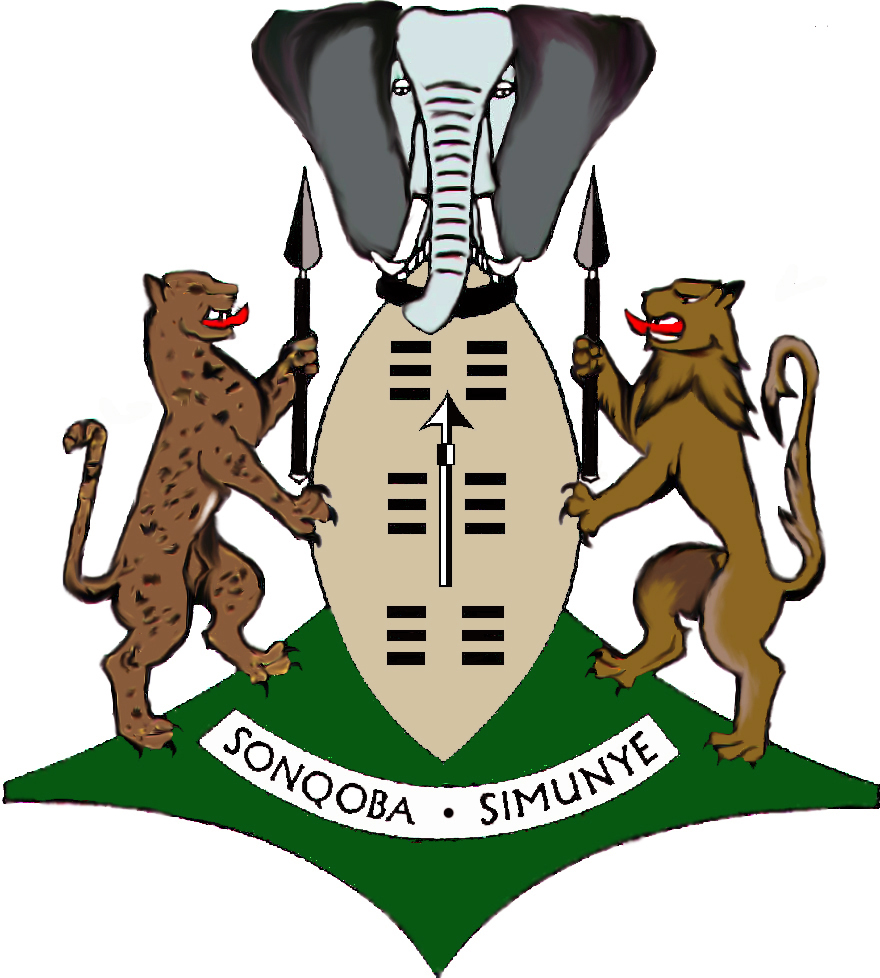
Герб Квазулу
Герб Кваква
Герб Транскею
Герб Венди

## Герб 1910 року
Перший герб був наданий королем Георгом V королівським ордером 17 вересня 1910 р. Це було через кілька місяців після утворення Південно-Африканського Союзу.
Це була комбінація символів, що представляють чотири провінції (колишні колонії), що складали Союз.
- Перша чверть - це фігура Надії, що представляє Колонію Мису Доброї Надії.
- Дві антилопи гну друї чверті символізують колонію Наталь.
- Апельсинове дерево у третій чверті використано як символ Оранжевої Республіки.
- Віз у четвертій чверті символізує Трансвааль.
- Щитотримачі взяті з герба колонії Оранжевої річки та Капської колонії.
- Лев тримає чотири стержні, зв'язані між собою, що символізує об'єднання чотирьох колишніх колоній.
- Девіз "Ex Unitate Vires" офіційно перекладався як "Союз - сила" до 1961 року, а потім як "єдність - сила".

### Еволюція
Було використано три офіційні передачі герба. Оригінальна версія (1910) була єдиною версією, яка використовувалась до 1930 року, і вона продовжувала використовуватися в якості рангового знака офіцерів міліції Південноафриканських сил оборони та Південноафриканських національних сил оборони до 2002 року. Відомий як "звичайний герб", і третя версія, створена в 1932 році і відома як "прикрашений герб", обидва використовувались до 2000 року. Перший також використовувався на знаках поліції ПАР до 1990-ті.
|           |           |           |
| 1910-1930 | 1930-1932 | 1932-2000 |

## Провінційні герби

### 1910-1994
У період з 1910 по 1994 р. Південно-Африканська Республіка була поділена на чотири провінції - Капську провінцію, Наталь, Оранжеву державу і Трансвааль. Ці провінції мали свій герб.

Герб Капської колонії
Герб Оранжевої республіки
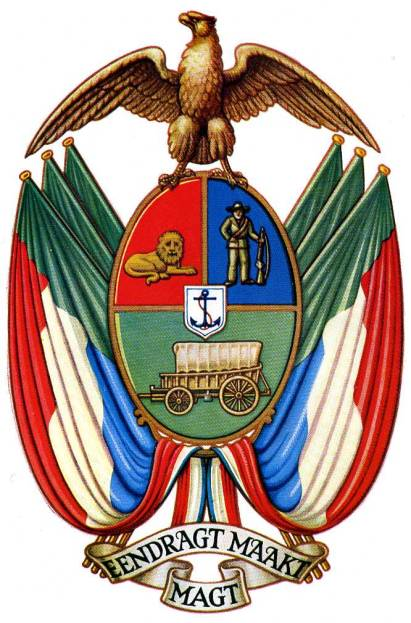
Герб Трансваалю
Герб Наталю

### 1994–сучасність
У квітні 1994 р. Південна Африка була поділена на дев'ять провінцій. Кожній провінції був наданий герб, розроблений у більшості випадків державним геральдом Фредеріком Браунеллом.

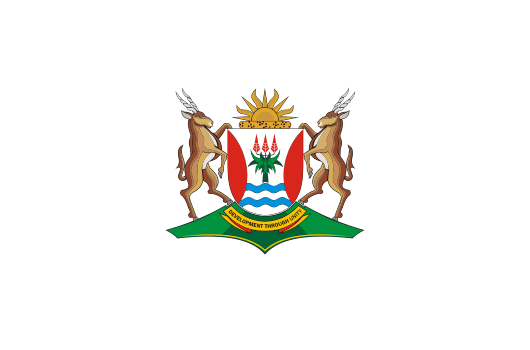
Герб Східнокапської провінції
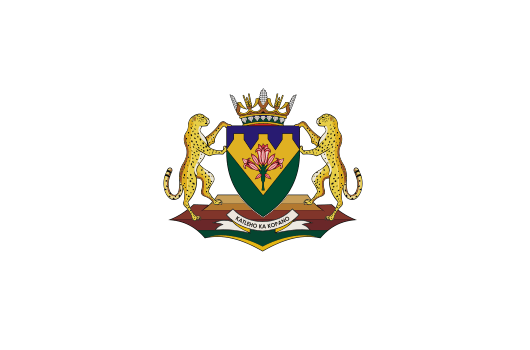
Герб Фрі-Стейту
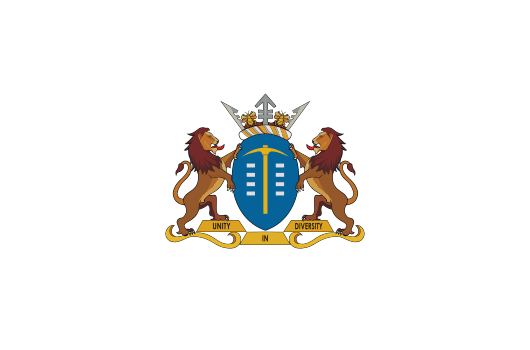
Герб Гаутенгу
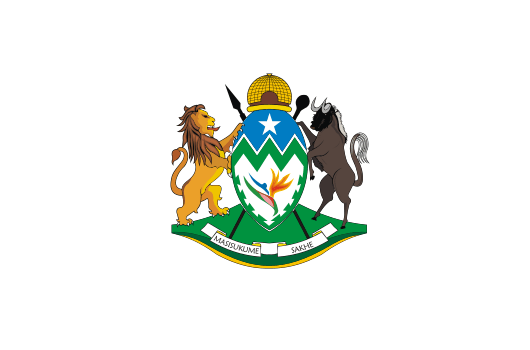
Герб Квазулу-Наталю
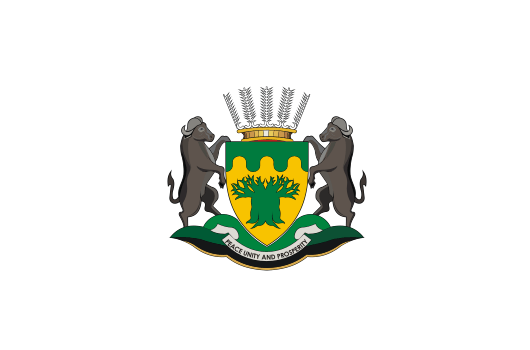
Герб Лімпопо
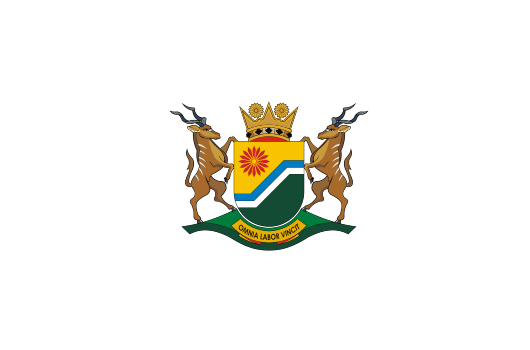
Герб Мпумаланги
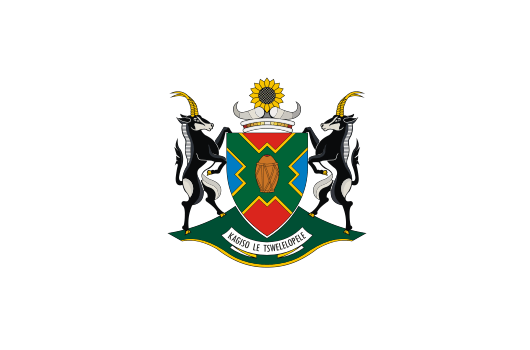
Герб Північно-Західної провінції
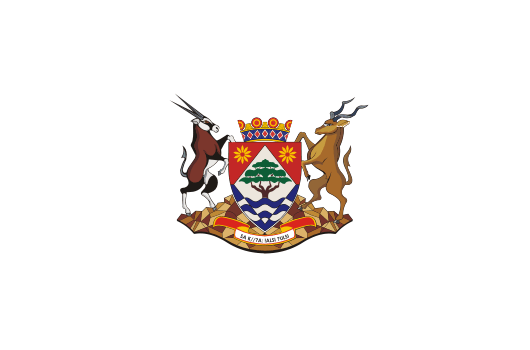
Герб Північнокапської провінції
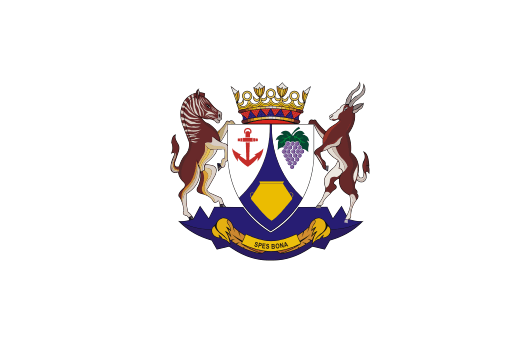
Герб Західнокапської провінції